# Back in Black (пісня)
«Back in Black» (укр. «Повертаючись у темряву») — пісня з однойменного альбому Back in Black австралійського рок-гурту AC/DC. Починається із гітарного рифу-остинато. Пісня присвячена колишньому вокалісту гурту Бону Скотту, який загинув за декілька місяців до того. Бона Скотта на позиції вокаліста замінив Браян Джонсон, для якого пісня «Back in Black» стала однією із перших, над якими він працював у складі гурту AC/DC.
Пісня «Back in Black» досягла 37-го місця у чарті Billboard Hot 100 та 51-го місця в чарті Hot Mainstream Rock Tracks в 1981 році. Також пісня отримала золоту і платинову премії «Master Ringtone Sales Award» Американської асоціації компаній звукозапису в 2006 році, а в 2007 році отримала подвійний платиновий статус. Журнал Rolling Stone вніс «Back in Black» у «Список 500 найкращих пісень усіх часів за версією журналу Rolling Stone» на 187-му позицію, а також у «Список 100 найкращих гітарних пісень усіх часів» на 29-ту позицію.
Дві концертні версії пісні пізніше з'явились в обох версіях концертного альбому Live, а також в австралійській концертній версії Stiff Upper Lip. На пісню «Back in Black» були створені кавери багатьма виконавцями, включаючи Living Colour та Шакіру.

## Виконавці
- Браян Джонсон - вокал
- Ангус Янг - гітара
- Малькольм Янг - ритм-гітара, бек-вокал
- Кліфф Вільямс - бас-гітара, бек-вокал
- Філ Радд - барабани

## Семплінг
В 1984 році гурт Beastie Boys використав семпл пісні «Back in Black» в своїй пісні «Rock Hard», без отримання на це згоди від AC/DC. В 1999 році, коли вони захотіли включити «Rock Hard» до нового випуску компакт-диска, вони попросили дозволу у AC/DC, але ті відмовили. Mike D з Beastie Boys процитував пояснення Малькольма Янга щодо відмови: "Не маємо нічого проти вас, хлопці, але ми просто не схвалюємо семплінг".
Окрім цього, семпли «Back in Black» використовували Seo Taiji and Boys в альбомі «Seo Taiji and Boys» випущеному в 1992 році, The Evolution Control Committee в пісні «Rocked by Rape», Art Brut в пісні «Formed a Band». Eminem в 1999 році випустив версію свого хіта «My Name Is», в якій «Back in Black» використовується в якості басової лінії. В 2010 році Limp Bizkit на своїх виставах також використував семпл «Back in Black» в пісні «My Way».

## Використання у фільмах та серіалах
Фільми
- Падіння «Чорного яструба»
- Школа року
- Залізна людина
- Мегамозок
- Гранд реванш
- Смурфики
- Жага смерті

Серіали
- Клан Сопрано
- Надприродне
- Маппети
- Еш проти зловісних мерців
- Чорний список

Відеоігри
- Call of Duty: Black Ops II

Трейлери
- Ліло і Стіч
- Панда Кунг-Фу 3
- Жага смерті

## Позиції у чартах
1981 рік
| Чарт              | Найвища позиція |
| ----------------- | --------------- |
| Billboard Hot 100 | 37              |
| Top Tracks        | 51              |
| Cashbox           | 39              |

2012 рік
| Чарт                               | Найвища позиція |
| ---------------------------------- | --------------- |
| ARIA Charts                        | 65              |
| SNEP                               | 58              |
| Scottish Singles and Albums Charts | 28              |
| Gaon Music Chart                   | 65              |
| UK Rock & Metal                    | 1               |
| UK Singles Chart                   | 27              |
| Digital Songs                      | 20              |
| Hard Rock Digital Songs            | 1               |
| Hot 100 Recurrents                 | 14              |

2015 рік
| Чарт              | Найвища позиція |
| ----------------- | --------------- |
| Sverigetopplistan | 100             |